# Novair
Novair is een Zweedse luchtvaartmaatschappij met hoofdkantoor in Stockholm. Het bedrijf is volledig eigendom van Kuoni Travel Group.

## Geschiedenis
Novair werd opgericht in november 1997 en startte zijn activiteiten met vluchten naar de Canarische Eilanden en naar de Thaise provincie Phuket voor het Zweedse reisagentschap Apollo.

## Vloot
De vloot van Novair bestond op 29 maart 2011 uit de volgende toestellen:
- 3 Airbus A321-200
- 1 Airbus A330-200